# 康韋斯普林斯 (堪薩斯州)
康韋斯普林斯（英語：Conway Springs）是一個位於美國堪薩斯州索姆奈縣的城市。

## 地方資料
根據2020年美國人口普查的數據，康韋斯普林斯的面積為2.56平方千米，當中陸地面積為2.56平方千米，而水域面積為0.00平方千米。當地共有人口1086人，而人口密度為每平方千米424.22人。